# Nindorf (powiat Dithmarschen)
Nindorf – miejscowość i gmina w Niemczech, w kraju związkowym Szlezwik-Holsztyn, w powiecie Dithmarschen, wchodzi w skład urzędu Mitteldithmarschen.